# Bella Dorsum
Il Bella Dorsum è una struttura geologica della superficie di 152830 Dinkinesh.